# László Hudec

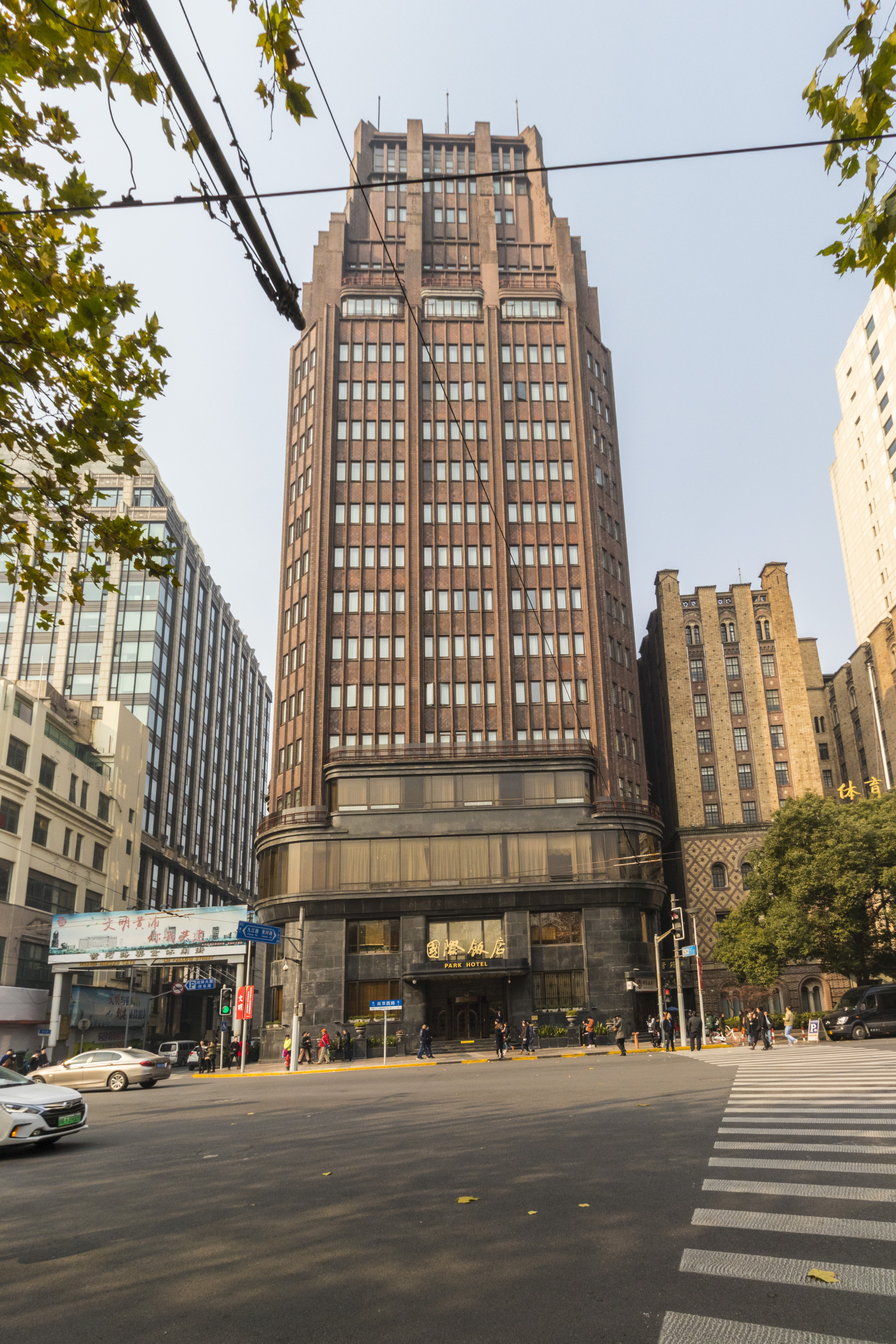
Park Hotel Shanghai

Ladislav Eduard Hudec, noto anche come László Ede Hudec (in ungherese: Hugyecz László Ede), (Banská Bystrica, 8 gennaio 1893 – Berkeley, 26 ottobre 1958) è stato un architetto slovacco naturalizzato ungherese.

## Biografia
Suo padre, architetto di Horná Mičiná, cambiò il suo nome da Juraj Hudec a György Hugyecz nel 1890 all'apice del periodo in cui la Slovacchia subiva la magiarizzazione, mentre la madre, Paula Skultéty era originaria di Košice. Studiò architettura all'Università tecnica di Budapest dal 1911 al 1914. Come cittadino austro-ungarico, Hudec si offrì volontario per l'esercito austro-ungarico allo scoppio della prima guerra mondiale, ma cadde prigioniero dei russi nel 1916 e fu deportato in un campo di prigionia in Siberia. Durante la deportazione, fortunosamente riuscì a fuggire saltando dal treno nei pressi del confine cinese e, attraversatolo, giunse fino a Shanghai, dove trovò impiego nello studio dell'architetto statunitense R. A. Curry.
Nel 1925, aprì il suo studio, e progettò almeno 37 edifici, fino al 1941.
Progettò alcune delle strutture più importanti di Shanghai, tra cui le maggiori sono il Park Hotel, il Grand Theatre, il Joint Savings and Loan building, il Baptist Publications and Christian Literature Society buildings, e la Green House. Lo stile di Hudec si è evoluto durante la sua vita, dall'eclettico neoclassicismo popolare dell'inizio del XX secolo all'art déco e al modernismo.

## Edifici progettati a Shanghai
- American Club di Shanghai
- Ospedale di campagna
- Ospedale di Paulun
- Ospedale Margaret Williamson
- Chiesa Moore Memorial
- Chiesa tedesca
- Centrale elettrica di Chapei
- Edificio della China Baptist Publication Society e Christian Literature Society
- Birreria Union
- Gran Teatro
- Park Hotel Shanghai
- Villa del dottor Woo
- Appartamenti Avenue
- Villa di Wukang
- Casa Hudec
- Circolo Columbia
- Columbia Country Club